# A-League Men 2024/25
Die A-League Men 2024/25 war die vierte Spielzeit der höchsten australischen Fußballliga unter diesem Namen und die 20. seit ihrer Gründung im Jahr 2005. Zum ersten Mal traten 13 Mannschaften an, nachdem der Auckland FC der Liga beitrat. Die reguläre Saison begann am 18. Oktober 2024. Im Mai 2025 wurde im Anschluss die Finalrunde ausgespielt, das Finale fand am 31. Mai 2025 statt. Titelverteidiger dieser Saison waren die Central Coast Mariners.

## Modus
Die Vereine spielten zunächst ein leicht erweitertes Zweirundenturnier aus, womit sich insgesamt 26 Spiele pro Mannschaft ergaben. Es wurde nach der 3-Punkte-Regel gespielt (drei Punkte pro Sieg, ein Punkt pro Unentschieden). Die Tabelle wurde nach den folgenden Kriterien bestimmt:
1. Anzahl der erzielten Punkte
2. Tordifferenz aus allen Spielen
3. Anzahl Tore in allen Spielen
4. Anzahl der erzielten Punkte im direkten Vergleich
5. Tordifferenz im direkten Vergleich

Am Ende der regulären Saison qualifizierten sich die beiden punktbesten Mannschaften direkt für das Halbfinale der Finalrunde. Ihre beiden Gegner wurden im Viertelfinale zwischen den Tabellendritten bis -sechsten ermittelt. Die bessere Mannschaft der regulären Saison war in beiden Runden jeweils gegen die schlechteste Mannschaft gesetzt. Das Halbfinale wurde wie seit der Saison 2022/23 in Hin- und Rückspiel ausgetragen. Der Sieger des Grand Final wurde australischer Meister.
Die beste Mannschaft der regulären Saison, die auch als Premiershipsieger bezeichnet wird, qualifizierte sich für die Ligaphase der AFC Champions League Elite 2025/26. Ein Platz in der Gruppenphase der AFC Champions League Two 2025/26 ging an den Sieger des Australia Cups. Ausnahmen bildeten hier die neuseeländischen Vereine Wellington Phoenix und Auckland FC, die keine Mitglieder der AFC sind und damit von allen asiatischen Wettbewerben ausgeschlossen waren.
Einen Abstieg in die zweitklassigen National Premier Leagues gab es nicht.

## Teilnehmer
| Verein                   | Heimatstadt, Bundesstaat   | Ligazugehörigkeit | Stadion                                                  | Kapazität            |
| ------------------------ | -------------------------- | ----------------- | -------------------------------------------------------- | -------------------- |
| Adelaide United          | Adelaide, South Australia  | seit 2005         | Hindmarsh Stadium                                        | 16.500               |
| Auckland FC              | Auckland, Neuseeland       | seit 2024         | Mount Smart Stadium                                      | 30.000               |
| Brisbane Roar            | Brisbane, Queensland       | seit 2005         | Dolphin Stadium                                          | 11.500               |
| Central Coast Mariners   | Gosford, New South Wales   | seit 2005         | Central Coast Stadium                                    | 20.059               |
| Macarthur FC             | Sydney, New South Wales    | seit 2020         | Campbelltown Stadium                                     | 20.000               |
| Melbourne City FC        | Melbourne, Victoria        | seit 2010         | Melbourne Rectangular Stadium                            | 30.500               |
| Melbourne Victory        | Melbourne, Victoria        | seit 2005         | Marvel Stadium AAMI Park                                 | 56.347 30.050        |
| Newcastle United Jets    | Newcastle, New South Wales | seit 2005         | McDonald Jones Stadium                                   | 33.000               |
| Perth Glory              | Perth, Western Australia   | seit 2005         | HBF Park                                                 | 20.500               |
| Sydney FC                | Sydney, New South Wales    | seit 2005         | Jubilee Oval Leichhardt Oval                             | 20.500 20.000        |
| Wellington Phoenix       | Wellington, Neuseeland     | seit 2007         | Wellington Regional Stadium                              | 34.500               |
| Western Sydney Wanderers | Sydney, New South Wales    | seit 2012         | CommBank Stadium                                         | 30.000               |
| Western United           | Melbourne, Victoria        | seit 2019         | Kardinia Park Melbourne Rectangular Stadium Mars Stadium | 36.000 30.500 11.000 |

## Tabelle
| Pl.                   | Verein                     | Sp. | S  | U  | N  | Tore    | Diff. | Punkte |
| --------------------- | -------------------------- | --- | -- | -- | -- | ------- | ----- | ------ |
| 1.                    | Auckland FC (N)            | 26  | 15 | 8  | 3  | 049:270 | +22   | 53     |
| 2.                    | Melbourne City FC          | 26  | 14 | 6  | 6  | 041:250 | +16   | 48     |
| 3.                    | Western United             | 26  | 14 | 5  | 7  | 055:370 | +18   | 47     |
| 4.                    | Western Sydney Wanderers   | 26  | 13 | 7  | 6  | 058:400 | +18   | 46     |
| 5.                    | Melbourne Victory          | 26  | 12 | 7  | 7  | 044:360 | +8    | 43     |
| 6.                    | Adelaide United            | 26  | 10 | 8  | 8  | 053:550 | −2    | 38     |
| 7.                    | Sydney FC                  | 26  | 10 | 7  | 9  | 053:460 | +7    | 37     |
| 8.                    | Macarthur FC               | 26  | 9  | 6  | 11 | 050:450 | +5    | 33     |
| 9.                    | Newcastle United Jets      | 26  | 8  | 6  | 12 | 043:440 | −1    | 30     |
| 10.                   | Central Coast Mariners (M) | 26  | 5  | 11 | 10 | 029:510 | −22   | 26     |
| 11.                   | Wellington Phoenix         | 26  | 6  | 6  | 14 | 027:430 | −16   | 24     |
| 12.                   | Brisbane Roar              | 26  | 5  | 6  | 15 | 032:510 | −19   | 21     |
| 13.                   | Perth Glory                | 26  | 4  | 5  | 17 | 022:560 | −34   | 17     |
| Stand: Vor der Saison |                            |     |    |    |    |         |       |        |

| Zum Saisonende 2024/25: |
| Teilnahme am Halbfinale der Finalrunde und Teilnahme an der Ligaphase der AFC Champions League Elite 2025/26 Teilnahme am Halbfinale der Finalrunde Teilnahme am Viertelfinale der Finalrunde Pokalsieger und Teilnahme an der Gruppenphase der AFC Champions League Two 2025/26 |

| Zum Saisonende 2023/24: |                                                           |
| (M)                     | Amtierender australischer Meister: Central Coast Mariners |
| (N)                     | Neueinsteiger in die A-League Men: Auckland FC            |

## Kreuztabelle
Die Kreuztabelle stellt die Ergebnisse aller Spiele der regulären Season dar. Die Heimmannschaft ist in der linken Spalte, die Gastmannschaft in der oberen Zeile aufgelistet.
| Heim- / Gastmannschaft   | AU  | AL  | BR  | CM  | MA  | MC  | MV  | NJ  | PG  | SY  | WP  | WS  | WU  |     | AU  | AL  | BR  | CM  | MA  | MC  | MV  | NJ  | PG  | SY  | WP  | WS  | WU |
| Adelaide United          |     | 2:2 | 1:1 | 1:1 | 4:5 | 1:0 | 3:2 | 1:2 | 2:2 | 3:3 | 3:2 | 2:3 | 2:1 |     |     |     |     |     |     |     |     |     | 2:3 |     |     |     |    |
| Auckland FC              | 4:4 |     | 2:0 | 2:2 | 2:1 | 3:0 | 0:0 | 2:0 | 1:0 | 1:0 | 2:1 | 1:1 | 0:4 |     |     |     |     |     |     |     |     |     |     | 6:1 |     |     |    |
| Brisbane Roar            | 2:3 | 0:2 |     | 1:3 | 1:5 | 1:4 | 1:1 | 0:1 | 0:1 | 2:3 | 1:0 | 0:1 | 2:1 | 1:1 |     |     |     |     |     |     |     |     |     |     |     |     |    |
| Central Coast Mariners   | 0:4 | 1:4 | 1:2 |     | 2:2 | 1:1 | 0:0 | 2:2 | 0:0 | 2:1 | 0:3 | 0:4 | 1:3 |     |     |     |     |     |     |     |     | 3:1 |     |     |     |     |    |
| Macarthur FC             | 1:2 | 0:1 | 4:4 | 1:1 |     | 1:0 | 1:2 | 1:2 | 6:1 | 0:2 | 1:2 | 1:3 | 2:2 |     |     |     |     |     |     |     | 3:3 |     |     |     |     |     |    |
| Melbourne City FC        | 0:0 | 2:2 | 1:0 | 1:0 | 2:0 |     | 1:3 | 0:1 | 1:0 | 5:1 | 2:0 | 0:2 | 2:0 |     |     | 3:2 |     |     |     |     |     |     |     |     |     |     |    |
| Melbourne Victory        | 5:3 | 0:2 | 2:0 | 3:0 | 2:1 | 1:1 |     | 1:1 | 2:0 | 2:0 | 1:0 | 2:2 | 3:4 |     |     |     |     |     | 2:2 |     |     |     |     |     |     |     |    |
| Newcastle United Jets    | 0:1 | 1:1 | 3:1 | 1:2 | 1:3 | 0:1 | 3:0 |     | 2:2 | 2:2 | 1:2 | 0:1 | 2:6 |     |     |     | 6:0 |     |     |     |     |     |     |     |     |     |    |
| Perth Glory              | 4:1 | 1:0 | 1:3 | 1:1 | 0:3 | 0:5 | 0:2 | 0:4 |     | 0:0 | 0:2 | 1:2 | 1:3 |     |     |     |     |     |     |     |     |     |     |     |     | 2:3 |    |
| Sydney FC                | 4:1 | 2:2 | 3:4 | 4:1 | 1:2 | 2:3 | 3:0 | 3:2 | 3:0 |     | 1:1 | 4:2 | 3:4 |     |     |     |     |     |     |     |     |     |     |     | 3:3 |     |    |
| Wellington Phoenix       | 1:2 | 0:2 | 1:1 | 0:0 | 1:2 | 0:1 | 1:0 | 2:1 | 0:2 | 0:0 |     | 2:2 | 1:1 |     |     |     |     |     |     | 2:3 |     |     |     |     |     |     |    |
| Western Sydney Wanderers | 3:4 | 0:1 | 2:2 | 1:3 | 2:3 | 2:2 | 4:2 | 4:1 | 4:1 | 1:2 | 4:1 |     | 2:0 |     |     |     |     | 2:1 |     |     |     |     |     |     |     |     |    |
| Western United           | 3:0 | 0:2 | 1:0 | 2:2 | 0:0 | 0:1 | 1:3 | 3:1 | 3:1 | 1:0 | 4:1 | 1:1 |     |     | 4:2 |     |     |     |     |     |     |     |     |     |     |     |    |

## Finalrunde

### Viertelfinale
Die Spiele wurden am 9. und 10. Mai 2025 ausgetragen.
|                              | Ergebnis  |                       |
| ---------------------------- | --------- | --------------------- |
| Western United (3)           | 3:2 (2:1) | Adelaide United (6)   |
| Western Sydney Wanderers (4) | 1:2 (1:2) | Melbourne Victory (5) |

### Halbfinale
Die Hinspiel werden am 16. und 17. Mai, die Rückspiele am 24. Mai 2025 ausgetragen.
|                       | Gesamt |                       | Hinspiel  | Rückspiel |
| --------------------- | ------ | --------------------- | --------- | --------- |
| Melbourne Victory (5) | 2:1    | Auckland FC (1)       | 0:1 (0:0) | 2:0 (0:0) |
| Western United (3)    | 1:4    | Melbourne City FC (2) | 0:3 (0:1) | 1:1 (0:1) |

### Grand Final
| Melbourne City FC                                                                       | Melbourne City FC | Melbourne Victory | Melbourne Victory |
| --------------------------------------------------------------------------------------- | --- | --- | ----------------- |
| Melbourne City FC                                                                       | \| 31. Mai 2025 um 19:40 Uhr (11:40 Uhr MESZ) in Melbourne (Melbourne Rectangular Stadium) \| \| Ergebnis: 1:0 (1:0) \| \| Zuschauer: 29.202 \| \| Schiedsrichter: Adam Kersey \| \| Spielbericht \|                                                                | \| 31. Mai 2025 um 19:40 Uhr (11:40 Uhr MESZ) in Melbourne (Melbourne Rectangular Stadium) \| \| Ergebnis: 1:0 (1:0) \| \| Zuschauer: 29.202 \| \| Schiedsrichter: Adam Kersey \| \| Spielbericht \| | Melbourne Victory |
| Melbourne City FC                                                                       | Patrick Beach – Nathaniel Atkinson, Germán Ferreyra, Kai Trewin, Aziz Behich – Steven Ugarkovic, Mathew Leckie, Yonatan Cohen (90.+7' Callum Talbot), Andreas Kuen (79. Alessandro Lopane), Marco Tilio – Max Caputo (66. Medin Memeti) Cheftrainer: Aurelio Vidmar | Jack Duncan – Joshua Rawlins, Roderick Miranda , Lachlan Jackson (74. Joshua Inserra), Kasey Bos – Ryan Teague, Jordi Valadon, Clarismario Santos (60. Alexander Badolato), Zinédine Machach (89. Reno Piscopo), Daniel Arzani (89. Jing Reec) – Bruno Fornaroli (74. Nikos Vergos) Cheftrainer: Arthur Diles | Melbourne Victory |
| Melbourne City FC                                                                       | 1:0 Cohen (10.) | | Melbourne Victory |
| Melbourne City FC                                                                       | Cohen (33.), Ferreyra (63.), Leckie (79.), Tilio (90.+6') | Rawlins (73.), Inserra (78.), Teague (86.) | Melbourne Victory |
| Melbourne City FC                                                                       | Spieler des Spiels: Mathew Leckie (Melbourne City FC) | | Melbourne Victory |
| 31. Mai 2025 um 19:40 Uhr (11:40 Uhr MESZ) in Melbourne (Melbourne Rectangular Stadium) | | |                   |
| Ergebnis: 1:0 (1:0)                                                                     | | |                   |
| Zuschauer: 29.202                                                                       | | |                   |
| Schiedsrichter: Adam Kersey                                                             | | |                   |
| Spielbericht                                                                            | | |                   |

## Beste Torschützen
| Platz | Spieler           | Mannschaft               | Tore |
| ----- | ----------------- | ------------------------ | ---- |
| 01    | Archie Goodwin    | Adelaide United          | 13   |
|       | Adrian Segecic    | Sydney FC                | 13   |
| 03    | Noah Botić        | Western United           | 12   |
|       | Nicolas Milanovic | Western Sydney Wanderers | 12   |
| 05    | Patryk Klimala    | Sydney FC                | 11   |
| 06    | Kosta Barbarouses | Wellington Phoenix       | 10   |
|       | Hiroshi Ibusuki   | Western United           | 10   |
|       | Marin Jakoliš     | Macarthur FC             | 10   |
|       | Adam Taggart      | Perth Glory              | 10   |
| 10    | Eli Adams         | Newcastle United Jets    | 09   |
|       | Joe Lolley        | Sydney FC                | 09   |
|       | Guillermo May     | Auckland FC              | 09   |